# Suchodębie (Kętrzyn)
Suchodębie (deutsch Karlsberg, auch: Carlsberg) war ein Ort in der polnischen Woiwodschaft Ermland-Masuren. Seine Ortsstelle liegt im Gebiet der Stadt Kętrzyn (deutsch Rastenburg) im Powiat Kętrzyński (Kreis Rastenburg).

## Geographische Lage
Die Ortsstelle Suchodębie liegt in der nördlichen Mitte der Woiwodschaft Ermland-Masuren im äußersten Nordwesten der Stadt Kętrzyn an der Stadtgrenze zu Gnatowo-Kolonia. Bis zum Stadtzentrum sind es zwei Kilometer in südöstlicher Richtung.

## Geschichte
Karlsberg war ein Abbaugut innerhalb der ostpreußischen Stadt Rastenburg. Der Ort – bestehend aus einem großen Hof – hieß bis zum 10. Februar 1850 „Abbau Neumann“. Im Jahre 1905 zählte Karlsberg 36 Einwohner und war bis 1945 ein Wohnplatz in der Stadt Rastenburg.
Nach der Abtretung des gesamten südlichen Ostpreußen an Polen im Jahre 1945 erhielt Karlsberg die polnische Namensform „Suchodębie“. Bald aber verliert sich die Spur dieses Ortes. Sein Name wird offiziell nicht mehr genannt, und so dürfte der Ort in der Stadt Kętrzyn aufgegangen sein. Seine kaum noch wahrnehmbare Ortsstelle gehört zum Stadtgebiet Kętrzyn.

## Kirche
Bis 1945 war Karlsberg sowohl evangelischerseits als auch römisch-katholischerseits in die zuständigen Stadtpfarreien eingegliedert. Sie gehörten zur Kirchenprovinz Ostpreußen der Kirche der Altpreußischen Union bzw. zum Bistum Ermland.

## Verkehr
Von der hier „ul. Sikorskiego“ genannten Woiwodschaftsstraße 592 (einstige deutsche Reichsstraße 135) führt eine Straßenverbindung in südliche Richtung zur Ortsstelle Suchodębie.